# Сканлон (Міннесота)
Сканлон (англ. Scanlon) — місто (англ. city) в США, в окрузі Карлтон штату Міннесота. Населення — 987 осіб (2020).

## Географія
Сканлон розташований за координатами 46°42′23″ пн. ш. 92°25′48″ зх. д. / 46.70639° пн. ш. 92.43000° зх. д. (46.706480, -92.429907).  За даними Бюро перепису населення США в 2010 році місто мало площу 2,19 км², уся площа — суходіл.

## Демографія
Згідно з переписом 2010 року, у місті мешкала 991 особа в 426 домогосподарствах у складі 279 родин. Густота населення становила 453 особи/км².  Було 448 помешкань (205/км²).
Расовий склад населення:
| - 92,1 % — білих - 3,3 % — корінних американців - 1,1 % — азіатів - 0,4 % — чорних або афроамериканців |

До двох чи більше рас належало 2,6 %. Частка іспаномовних становила 1,3 % від усіх жителів.
За віковим діапазоном населення розподілялося таким чином: 22,9 % — особи молодші 18 років, 54,9 % — особи у віці 18—64 років, 22,2 % — особи у віці 65 років та старші. Медіана віку мешканця становила 40,8 року. На 100 осіб жіночої статі у місті припадало 95,1 чоловіків;  на 100 жінок у віці від 18 років та старших — 85,9 чоловіків також старших 18 років.
Середній дохід на одне домашнє господарство  становив 54 393 долари США (медіана — 53 523), а середній дохід на одну сім'ю — 59 718 доларів (медіана — 59 464). Медіана доходів становила 46 250 доларів для чоловіків та 36 250 доларів для жінок. За межею бідності перебувало 10,7 % осіб, у тому числі 10,7 % дітей у віці до 18 років та 11,2 % осіб у віці 65 років та старших.
Цивільне працевлаштоване населення становило 532 особи. Основні галузі зайнятості: освіта, охорона здоров'я та соціальна допомога — 29,9 %, виробництво — 17,9 %, роздрібна торгівля — 17,3 %.